# Südafrikanische Badmintonmeisterschaft 2024
Die Südafrikanische Badmintonmeisterschaft 2024 fand vom 15. bis zum 16. Oktober 2024 statt

## Sieger und Platzierte
| Disziplin    | Gold                           | Silber                        | Bronze                          |
| ------------ | ------------------------------ | ----------------------------- | ------------------------------- |
| Herreneinzel | Caden Kakora                   | Robert Summers                | Nevin George                    |
| Herreneinzel | Caden Kakora                   | Robert Summers                | Cameron Coetzer                 |
| Dameneinzel  | Johanita Scholtz               | Diane Olivier                 | Deborah Godfrey                 |
| Dameneinzel  | Johanita Scholtz               | Diane Olivier                 | Sheryl Harboth                  |
| Herrendoppel | Dorian James Robert Summers    | Chris Dednam Roelof Dednam    | Nevin George Rudi Le Roux       |
| Herrendoppel | Dorian James Robert Summers    | Chris Dednam Roelof Dednam    | Robin Fiedler Ryan Swart        |
| Damendoppel  | Johanita Scholtz Megan De Beer | Diane Olivier Deborah Godfrey | Denike Strydom Anri Schoonees   |
| Damendoppel  | Johanita Scholtz Megan De Beer | Diane Olivier Deborah Godfrey | Julia Steyn Shirley Engelbrecht |
| Mixed        | Robert Summers Anri Schoonees  | Dorian James Megan De Beer    | Chris Dednam Deborah Godfrey    |
| Mixed        | Robert Summers Anri Schoonees  | Dorian James Megan De Beer    | Caden Kakora Johanita Scholtz   |